# Oxylamia bitriangularis
Oxylamia bitriangularis là một loài bọ cánh cứng trong họ Cerambycidae.